# Wybory do rad narodowych w Polsce w 1978 roku
Wybory do rad narodowych w Polsce w 1978 roku – wybory do rad narodowych w PRL, przeprowadzone 5 lutego 1978 roku na podstawie uchwały Rady Państwa z 29 października 1977 r.
Wybierano radnych do:
- miejskich rad narodowych,
- dzielnicowych rad narodowych,
- gminnych rad narodowych i
- rad narodowych wspólnych dla miast i gmin.

Wybrano 100 876 radnych (spośród 157 458 kandydatów). Zgodnie z obwieszczeniem Państwowej Komisji Wyborczej z 7 lutego 1978 roku:
- w wyborach do miejskich rad narodowych frekwencja wynosiła 98,45%, na listy Frontu Jedności Narodu (FJN) oddano 99,74% ważnych głosów;
- w wyborach do dzielnicowych rad narodowych frekwencja wyniosła 98,71%, na listy FJN oddano 99,69% ważnych głosów;
- w wyborach do gminnych rad narodowych frekwencja wyniosła 99,16%, na listy FJN oddano 99,62% ważnych głosów;
- w wyborach do rad narodowych wspólnych dla miast i gmin frekwencja wyniosła 98,81%, na listy FJN oddano 99,71% ważnych głosów.

Innych list niż listy FJN nie było.